# Konorzatka
Konorzatka is een plaats in het Poolse district  Łukowski, woiwodschap Lublin. De plaats maakt deel uit van de gemeente Adamów en telt 220 inwoners.